# When Broken Is Easily Fixed
When Broken Is Easily Fixed (укр. Коли зруйноване - лиш легко виправлене) — перший студійний альбом канадського рок-гурту Silverstein, що вийшов в 2003 році на лейблі Victory Records. До альбому увійшли 10 композицій, 2 з яких стали синглами 2003 року.

## Сингли
Були випущені два сингла; «Smashed into Pieces», та «Giving Up», обидва з відеокліпами.
У відео до «Smashed into Pieces» всі музиканти одягнені у чорних штанах і білих сорочках, в червоних краватках, проте співак Шейн Тольд одягнений навпаки: червона сорочка і біла краватка.
Пісня починає грати, пізніше співаки беруть інструменти і теж грають. У заключній хвилині пісні, членів групи обливають фарбами, але вони продовжували грати, поки пісня не закінчиться.
Відео до пісні «Giving Up» показує депресивного чоловіка, який пам'ятає часи, проведені з колишньою подругою. Ці сцени тісно переплітаються з кадрами групи, що грає. Кліп в основному, знятий за допомогою об'єктива «риб'яче око».

## Список композицій
| #     | Назва                                                                    | Автор                       | Тривалість |
| ----- | ------------------------------------------------------------------------ | --------------------------- | ---------- |
| 1.    | «Smashed Into Pieces»                                                    | Told                        | 3:44       |
| 2.    | «Red Light Pledge»                                                       | Told                        | 3:51       |
| 3.    | «Giving Up»                                                              | Told                        | 4:12       |
| 4.    | «November»                                                               | Boshart, Bradford, Told     | 4:15       |
| 5.    | «Last Days of Summer»                                                    | Boshart, Told               | 4:30       |
| 6.    | «Bleeds No More»                                                         | Told                        | 3:16       |
| 7.    | «Hear Me Out»                                                            | Boshart, Bradford, Told     | 3:50       |
| 8.    | «The Weak and the Wounded»                                               | Boshart, Told               | 3:15       |
| 9.    | «Wish I Could Forget You»                                                | Bradford, Koehler, McWalter | 3:26       |
| 10.   | «When Broken Is Easily Fixed» (featuring Kyle Bishop of The Black Maria) | Boshart, Bradford, Told     | 4:20       |
| 37:19 |                                                                          |                             |            |

| Reissue Bonus Tracks | Reissue Bonus Tracks    | Reissue Bonus Tracks |
| #                    | Назва                   | Тривалість           |
| -------------------- | ----------------------- | -------------------- |
| 11.                  | «Friends in Fall River» | 3:18                 |
| 12.                  | «Forever and a Day»     | 4:28                 |

| Reissue Bonus DVD | Reissue Bonus DVD             | Reissue Bonus DVD |
| #                 | Назва                         | Тривалість        |
| ----------------- | ----------------------------- | ----------------- |
| 1.                | «Giving Up» (Live/Unreleased) | 4:20              |
| 2.                | «Giving Up» (Video)           | 4:20              |
| 3.                | «Smashed Into Pieces» (Live)  | 3:34              |
| 4.                | «Smashed Into Pieces» (Video) | 3:43              |
| 5.                | «Band Interview»              | 10:19             |
| 6.                | «Interview With Shane»        | 3:07              |
| 7.                | «Equipment Run Through»       | 4:54              |

## Учасники запису
- Shane Told — вокал, гітара, клавішні, гроулінг
- Neil Boshart — гітара
- Josh Bradford — ритм-гітара
- Billy Hamilton — бас-гітара, бек-вокал
- Paul Koehler — барабани

## Чарти
Album — Billboard (North America)
| Рік  | Чарт                   | Позиція |
| ---- | ---------------------- | ------- |
| 2005 | Top Heatseekers        | 48      |
| 2005 | Top Independent Albums | 50      |